# Crise Tumu
A Crise da Fortaleza Tumu (chinês tradicional: 土木堡之變, chinês simplificado: 土木堡之变) também conhecida como Crise Tumu (chinês tradicional: 土木之變, chinês simplificado: 土木之变; em mongol:  Тумугийн тулалдаан) ou Incidente Jisi (chinês tradicional: 己巳之變, chinês simplificado: 己巳之变) foi um conflito bélico entre a dinastia Ming e a dinastia mongol Yuan do Norte. Nesse episódio, o cã oirate Esen Taishi capturou o imperador Ming Yingzong em 1º de Setembro de 1449. 

## Antecedentes
Após uma desavença envolvendo um tributo destinado ao imperador, gesto interpretado como insulto, o cã Esen Taishi lançou em Julho de 1449 uma série de incursões de larga escala, divididas em três frentes, no território norte do Império Ming, coordenadas também por seu subordinado A-la e pelo grão-cã Toqtaq-Buqa. Esen conduziu pessoalmente suas hostes durante um ataque em Datong, no norte da província de Xanxim, em Agosto, derrotando as guarnições Ming ali estacionadas. Como resposta, o oficial eunuco Wang Zhen, tutor do imperador desde sua ascensão ao trono quando criança e figura de grande influência na corte, encorajou o imperador Yingzong, então com 22 anos de idade, para reunir seus exércitos e liderá-los em pessoa numa batalha contra Esen. O número total dos combatentes mongóis era desconhecido, calculando-se as forças de Esen em cerca de 20.000 homens, enquanto as fontes Ming estimam que em torno de 500.000 homens foram rapidamente recrutados para servir ao exército imperial; número, porém, inflacionado pelo fato de que boa parte dos recrutas foi composta por camponeses sem experiência militar. O comando do exército Ming foi distribuído entre cerca de 20 generais e uma ampla comitiva de altos oficiais, com Wang Zeng encarregado como marechal de campo.
Nesse meio-tempo, a horda de Esen destruiu um agrupamento de tropas Ming em Yanghe, na altura da Grande Muralha, em 3 de Agosto. Na mesma data o imperador indicou seu meio-irmão Zhu Qiyu como regente temporário e, no dia seguinte, deixou Pequim rumo ao passo de Juyong. Seu objetivo era realizar uma marcha veloz, incisiva, em direção oeste até Datong passando pela guarnição de Xuanfu, conduzir uma campanha nas estepes e retornar em segurança para Pequim através de uma rota sul em Yuzhou. Logo de início, a marcha foi tolhida por fortes chuvas e, durante a travessia do passo de Juyong, oficiais e generais questionaram a necessidade da presença do imperador, expressando o desejo de o enviarem de volta a Pequim, mas a insistência de Wang Zhen prevaleceu. Em 16 de Agosto, a comitiva atravessou áreas devastadas, crivadas de cadáveres em Yanghe, e quando alcançou Datong no dia 18, relatos dos comandantes de guarnições persuadiram Wang Zhen sobre os perigos de conduzir uma campanha nas estepes. A expedição deu seus objetivos como encerrados e no dia 20 iniciou seu retorno. 

## Batalha

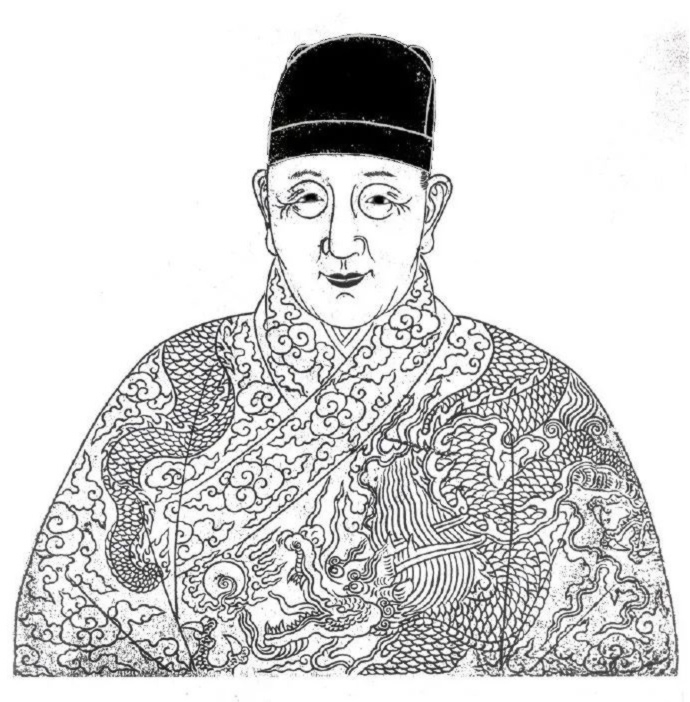
Wang Zhen

Temendo represálias dos soldados contra suas propriedades em Yuzhou e um possível complô dos oficiais e cortesãos, uma vez que estes, durante a jornada, haviam manifestado a intenção de assassiná-lo, Wang Zhen decidiu retornar pelo mesmo caminho, apesar de sua exposição por ataques e sentinelas mongóis. O exército, já num estado indisciplinado, alcançou Xuanfu em 27 de Agosto, e no dia 30 os mongóis atacaram uma retaguarda localizada ao leste dessa cidade, dizimando-a. Em sequência aniquilaram uma outra retaguarda de cavalaria chefiada pelo General Zhu Yong, idoso na época, durante uma emboscada em Yaoerling. Em 31 de Agosto o exército imperial acampou no posto de correios em Tumu, ocasião na qual Wang Zhen recusou a proposta de seus ministros de abrigar o imperador em segurança em Huailai, cidade com muralhas à 45 km de distância.
Esen despachou uma vanguarda para interromper o abastecimento de água do acampamento, obtida a partir de um rio ao sul, e na manha do dia 1 de Setembro havia cercado gradualmente o exército imperial com suas tropas. Os mongóis tentaram negociar, mas Wang Zhen recusou-se peremptoriamente e ordenou uma investida em direção ao rio. Seguiu-se uma batalha entre o exército Ming e a guarda avançada de Esen que sequer estava presente. A disciplina remanescente das tropas imperiais dissolveu-se no calor da batalha e o resultado foi um massacre. As forças do Yuan do Norte capturaram uma grande qualidade de armas e armaduras durante a obliteração da maioria dos combatentes imperiais. Todos os oficiais de alta patente e cortesãos Ming foram mortos, sendo que, de acordo com algumas fontes, Wang Zhen foi assassinado pelos próprios oficiais. O imperador foi capturado e no dia 3 de Setembro enviado para o acampamento de Esen, próximo a Xuanfu.

## Consequências
Esen buscou usar o sequestro do imperador para receber um resgate e negociar um tratado com vantagens comerciais para os mongóis. Contudo, seu planos foram frustrados devido à resistência tenaz da Defesa de Pequim, coordenada pelo comandante Ming na capital, general Yu Qian, contra a subsequente investida mongol. Além disso, a corte rejeitou o pedido de resgate de Esen, reconhecendo seu irmão Zhu Qizhen como o novo imperador Jingtai. 
Os Ming nunca pagaram um resgate pelo retorno de Zhu Qizhen e Esen o libertou 4 anos depois ao obter um tratado comercial em termos menos favoráveis do que o planejado. Zhu Qizhen foi autorizado a retornar para Pequim após concordar com sua abdicação ao trono e foi mantido sob custódia dentro da Cidade Proibida. Oposições internas contra Esen devido à ausência de uma vitória definitiva contra o império Ming culminaram no seu assassinato em 1455.  Zhu Qizhen retornou ao trono em 1457, quando depôs seu irmão com um golpe palaciano.